# Hercules (1997)
Hercules is een Amerikaanse animatiefilm uit 1997 van Walt Disney Pictures, en tevens de 35ste Disneyclassic van de Disney-animatiefilms. Het verhaal van de film is losjes gebaseerd op de Griekse mythe van Herakles (Latijn: Hercules). Het scenario van de film kwam van Ron Clements en John Musker.

## Verhaal
Het verhaal wordt verteld door de Muzen. Het begint met een introductie waarin verteld wordt hoe Zeus de Titanen versloeg en opsloot, en zo vrede over de wereld bracht. Vervolgens verplaatst het verhaal zich enkele jaren in de toekomst. Zeus en zijn vrouw Hera wonen nu met de andere Griekse goden op de berg Olympus. Ze hebben zojuist hun eerste kind gekregen: Hercules. Alle goden komen langs om dit heugelijke feit te vieren. Hercules krijgt als geboortecadeau van zijn vader Pegasus, die hij gemaakt heeft van een wolkje. Toch is niet iedereen blij met de geboorte van Hercules. Hades, de god van de onderwereld, vreest dat Hercules zijn plannen om de macht op Olympus te grijpen zal verstoren. Een bezoekje van de Fates, drie monsterlijke dames die in het verleden, heden en de toekomst kunnen kijken, bevestigt dit vermoeden.
Hades beraamt een plan om zich van Hercules te ontdoen. Hij laat Hercules ontvoeren door zijn handlangers Pijn en Paniek. Ze moeten hem sterfelijk maken middels een speciale drank en dan ombrengen. Ze worden echter gestoord door een boerenechtpaar. Hierdoor drinkt Hercules niet de laatste druppel van het drankje en behoudt zijn goddelijke kracht. Hij is echter wel sterfelijk en kan derhalve niet terug naar de Olympus. Hij wordt geadopteerd door het echtpaar. Pijn en Paniek besluiten dit nieuws voor zich te houden en vertellen Hades dat Hercules dood is.
Jaren later krijgt Hercules steeds meer problemen met zijn kolossale kracht. Wanneer zijn ouders hem vertellen dat ze hem hebben gevonden, besluit hij naar de tempel van Zeus te gaan. Zeus verschijnt aan Hercules, en vertelt hem wie hij werkelijk is. Ook vertelt hij Hercules dat hij zijn goddelijkheid kan herwinnen indien hij bewijst een ware held te zijn. Hercules krijgt zijn oude vriend Pegasus weer terug, die inmiddels ook volwassen is. Hij stuurt Hercules naar de satyr Philoctetes, 'Phil' genoemd, om een opleiding tot held te volgen. Phil weigert eerst daar hij slechte ervaringen heeft met helden, maar stemt toe nadat Zeus hem treft met een bliksemschicht. Een lange training volgt.
Na de training gaan Phil en Hercules met Pegasus naar Thebe. Onderweg redt Hercules een vrouw, genaamd Meg van een centaur. Wat hij niet weet is dat Meg in werkelijkheid werkt voor Hades, omdat zij jaren geleden haar ziel aan hem verkocht heeft. Dankzij haar komt Hades erachter dat Hercules nog leeft; hij stelt alles in het werk om hem alsnog te doden. Zo stuurt hij achtereenvolgens de Hydra en een heel leger andere monsters op Hercules af. Hercules verslaat al deze monsters en verkrijgt zo al snel een status als held bij de bevolking van Thebe.
Met nog maar 24 uur te gaan voor hij zijn plan ten uitvoer wil brengen, stuurt Hades Meg op Hercules af. Ze moet uitzoeken wat zijn zwakke plek is. Meg wordt verliefd op Hercules en weigert Hades nog langer te helpen. Hades heeft echter door dat Hercules ook verliefd is op Meg en gebruikt haar als gijzelaar om Hercules te dwingen zijn kracht gedurende één dag op te geven. Hercules stemt toe om Meg te redden, maar laat Hades beloven dat Meg niets zal overkomen, en dat Hercules anders zijn krachten zal terugkrijgen.
Nu Hercules machteloos is, laat Hades de Titanen vrij om de Olympus aan te vallen en de goden te vangen. Wel stuurt hij een van de Titanen, een cycloop, naar Thebe om Hercules te doden nu hij zwak is. Hercules slaagt er desondanks in de Titaan te verslaan. Wanneer Hercules dreigt te worden verpletterd onder een vallende pilaar, duwt Meg hem opzij en komt zelf onder de pilaar terecht. Daar ze nu gewond is, is Hades’ deal niet langer geldig en krijgt Hercules zijn kracht terug. Hij haast zich naar de Olympus, alwaar hij en Zeus de Titanen verslaan.
Hades heeft echter nog een troef achter de hand: Meg is dusdanig gewond dat ze het niet overleeft. Hercules dringt binnen in de onderwereld om Meg terug te halen. Hij is zelfs bereid zijn eigen leven hiervoor te geven. Door deze zelfopoffering bewijst Hercules dat hij werkelijk een ware held is en hij wordt weer een god. Hij verslaat Hades en brengt Megs ziel terug naar haar lichaam waardoor ze weer tot leven komt.
Nu hij weer een god is, mag Hercules terugkeren naar de Olympus. Hij beseft echter dat zijn hart bij Meg ligt en kiest ervoor om weer sterfelijk te worden. Meg en Hercules keren terug naar Thebe.

## Rolverdeling
| Acteur                                                           | Personage                  | Stem |
| ---------------------------------------------------------------- | -------------------------- | --- |
| Tate Donovan                                                     | Hercules                   | Tony Neef |
| Josh Keaton (dialoog) Roger Bart (zang)                          | Jonge Hercules             | Rolf Koster |
| Danny DeVito                                                     | Philoctetes (Phil)         | Kees van Lier |
| James Woods                                                      | Hades                      | Pierre Bokma |
| Susan Egan                                                       | Meg                        | Jann Cnossen |
| Bobcat Goldthwait                                                | Pain (Nederlands: Pijn)    | Jon van Eerd |
| Matt Frewer                                                      | Panic (Nederlands: Paniek) | Reinder van der Naalt |
| Rip Torn                                                         | Zeus                       | Coen Flink |
| Samantha Eggar                                                   | Hera                       | Mariëlle Fiolet |
| Barbara Barrie                                                   | Alcmene                    | Marijke Merckens |
| Hal Holbrook                                                     | Amphitryon                 | Bert van den Dool |
| Paul Shaffer                                                     | Hermes                     | Frans van Deursen |
| Jim Cummings                                                     | Nessus                     | Jan Anne Drenth |
| Amanda Plummer Carole Shelley Paddi Edwards                      | Fates (Nederlands: Visies) | Maria Lindes (Atropos) Sylvia de Leur (Clotho) Hetty Blok (Lachesis)                                                                    |
| Lillias White Cheryl Freeman LaChanze Roz Ryan Vanéese Y. Thomas | Muses (Nederlands: Muzen)  | Lucretia van der Vloot (Thalia) Laura Vlasblom (Terpsichore) Ingrid Simons (Calliope) Daniëlle Mulder (Clio) Babette Labeij (Melpomene) |
| Patrick Pinney                                                   | Cycloop                    | |
| Wayne Knight                                                     | Demetrius                  | |
| Keith David                                                      | Apollo                     | |
| Frank Welker                                                     | Pegasus                    | |
| Charlton Heston                                                  | Vertelstem                 | Hero Muller |

## Liedjes
- Of je het gelooft of niet (orig. The Gospel Truth)
- Ik ga tot het einde (orig. Go the Distance)
- Een laatste hoop (orig. One Last Hope)
- Van knoeier tot kanjer (orig. Zero to Hero)
- Verliefd ben ik niet (orig. I Won't Say I'm in Love)
- Een nieuwe ster (orig. A Star Is Born)

## Achtergrond
De film heeft vrijwel niets te maken met de originele verhalen van Hercules. In plaats daarvan heeft Disney zijn eigen draai gegeven aan het verhaal. Dit werd deels gedaan omdat men bepaalde gebeurtenissen uit de mythologie ongepast vond voor jonge kijkers.
Allereerst is Hercules in de film de zoon van Zeus en Hera. In de mythologie is hij echter een buitenechtelijk kind van Zeus met de aardse vrouw Alcmene. Hera zelf is in de mythologie Hercules’ tegenstander. De Fates uit de film zijn een fusie van de schikgodinnen en de Graeae. De Titanen zijn in de film monsterlijke wezens, terwijl ze in de mythologie net als de Griekse goden een menselijk uiterlijk hadden. Mogelijk zijn in de film de Titanen mede gebaseerd op de Giganten. Verder zijn enkele gebeurtenissen uit de Griekse mythologie in verkeerde volgorde verwerkt in de film. Zo botst Hercules in de woning van Phil tegen een stuk van de mast van de Argo, wat betekent dat het avontuur van Jason en de Argonauten reeds plaatsgevonden heeft. In de mythologie was Hercules echter een van de bemanningsleden van de Argo. Ook de Trojaanse Oorlog heeft in de film blijkbaar al voor Hercules’ training plaatsgevonden, terwijl in de mythologie de oorlog een generatie na Hercules plaatsvond. Een andere verschil in de film is dat angst en paniek voor Hades werken. In de Griekse mythologie zijn het zonen van Ares en Aphrodite en hebben ze niets met Hades te maken.
Disney heeft veel van de personages in de film een stereotiepe karakter gegeven. Zo wordt Hercules meer neergezet als een superheld dan als een god. De film bevat ook veel parodieën op de Amerikaanse cultuur, zoals de enorme merchandising die rondom Hercules ontstaat wanneer hij een held wordt.
De film bevat wel referenties naar de twaalf werken van Hercules uit de mythologie, zoals zijn gevecht met de Hydra. De meeste van deze referenties zijn verwerkt in het filmpje van het lied Zero to Hero, en de taken die Phil opnoemt terwijl Hercules poseert voor een schilder. In deze scène is Hercules gehuld in een leeuwenvel: dat van Scar, de gemene leeuw uit de Disneyfilm De Leeuwenkoning.

## Prijzen en nominaties
Hercules werd genomineerd voor 18 prijzen, waarvan hij er 8 won:
1997
- Zes Annie Awards:
  - 2x Best Individual Achievement: Character Animation – 1x gewonnen
  - Best Individual Achievement: Directing in a Feature Production – gewonnen
  - Best Individual Achievement: Effects Animation – gewonnen
  - Best Individual Achievement: Producing in a Feature Production – gewonnen
  - Best Animated Feature
- De LAFCA Award voor beste animatie – gewonnen

1998
- De ASCAP Award voor Top Box Office Films – gewonnen
- Een Academy Award voor beste originele lied
- De Saturn Award voor beste fantasyfilm
- De Blockbuster Entertainment Award voor Favorite Animated Famliy Movie
- De Blockbuster Entertainment Award voor Favorite Song from a Movie
- De Artios voor Best Casting for Animated Voiceover
- De Golden Globe voor beste originele lied
- De Goldene Leinwand – gewonnen
- De Golden Reel Award voor beste geluidsmontage – gewonnen
- De Golden Reel Award voor beste muziek
- De Young Artist Award voor Best Performance in a Voiceover - TV or Film

## Spin-off
De film kreeg een spin-off in de vorm van de serie Hercules: The Animated Series.